# بییاتورده
بییاتورده (به اسپانیایی: Villaturde) یک شهرستان در اسپانیا است که در استان پالنسیا واقع شده‌است.

## خصوصیات
بییاتورده ۲۶ کیلومترمربع مساحت و ۲۲۵ نفر جمعیت دارد.